# Cathédrale Sainte-Marie-Auxiliatrice de Shillong
La cathédrale Sainte-Marie-Auxiliatrice (en anglais : Cathedral of Mary Help of Christians) est un édifice religieux catholique sis à Shillong, au Meghalaya, en Inde nord-orientale. Édifiée en 1936 sur le site de la première église de la région, datant de 1913, l’église est la cathédrale du l’archidiocèse de Shillong qui couvre les collines Khasi et Jaintia de l’état de Meghalaya.

## Histoire
Une église est construite par les missionnaires salvatoriens allemands en 1913 sur la colline de Laitumkhrah, à Shillong. Ce premier édifice, appelé ‘église du divin Sauveur’, était une structure en bois. Il fut détruit dans un incendie accidentel le 10 avril 1936, un vendredi saint. Cette modeste église servait de cathédrale à ce qui était appelé depuis 1889 la ‘préfecture apostolique d’Assam’.
Immédiatement le projet d’une nouvelle église de grande dimension, à ériger sur le même site, est mis en chantier. Shillong est en effet un diocèse depuis 1934. Et, depuis en 1921, les pères salésiens ont remplacé les salvadoriens. Aussi la nouvelle église cathédrale sera-t-elle dédiée à la Vierge Marie sous son vocable de Marie-Auxiliatrice. Les plans du nouvel édifice, décrits comme étant de ‘style gothique moderne’, sont approuvés en août 1936. Et les travaux commencent le 25 octobre suivant, fête du Christ-Roi, par la pose de la première pierre.
Une caractéristique de l'église est de reposer sur le sable. Ce type de fondation fut recommandé étant donné que le Meghalaya se trouve être en une zone sismique à hauts risques. L'élasticité du bâtiment est fournie par le sable sur lequel la structure est comme déposée. Pour recevoir les fondations des tranchées ont été creusées dans le rocher et remplies de sable. La structure du bâtiment n'a aucun contact direct avec la roche. En principe, lors d’un tremblement de terre, l'église devrait pouvoir osciller en toute sécurité sur un sable amortisseur.
En 1980, année du centenaire de l'Église catholique dans le nord-est de l'Inde, l'archevêque de Shillong Mgr Hubert D'Rosario, approuve la cathédrale comme ‘sanctuaire’ privilégié de pèlerinages à sainte Marie-Auxiliatrice. Depuis lors des messes spéciales ont lieu tous les mercredis.

## Description
- Perchée sur une colline de Laitumkhrah, la cathédrale Sainte-Marie-Auxiliatrice (Mary, Help of Christians) a de hautes voûtes et des vitraux lumineux qui ajoutent à sa grandeur. Sous l’édifice principal fut creusée, dans la roche, la chapelle de la grotte. La cathédrale est devenue une attraction touristique de la ville de Shillong.
- Le chemin de croix, sur les murs intérieurs de la cathédrale, forme un ensemble de 14 Stations faites de terre cuite en relief. Ces œuvres d'art illustrent des scènes de la passion et mort de Jésus Christ. Ces représentations ornaient déjà les murs de l’ancienne église et sortent de l’atelier de l'Institut d'Art de Munich (Bavière) en Allemagne. D’autres œuvres d'art chrétien illustrent des scènes de l'Écriture sainte et de la vie des saints.
- L’ensemble des vitraux a été réalisé à Grenoble (France). Ils datent de 1947.
- À gauche du maître-autel se trouve la tombe du premier archevêque de Shillong, Mgr Hubert D'Rosario. À côté de la tombe se trouve un autre autel où les neuvaines mariales mensuelles sont célébrées.

## Galerie

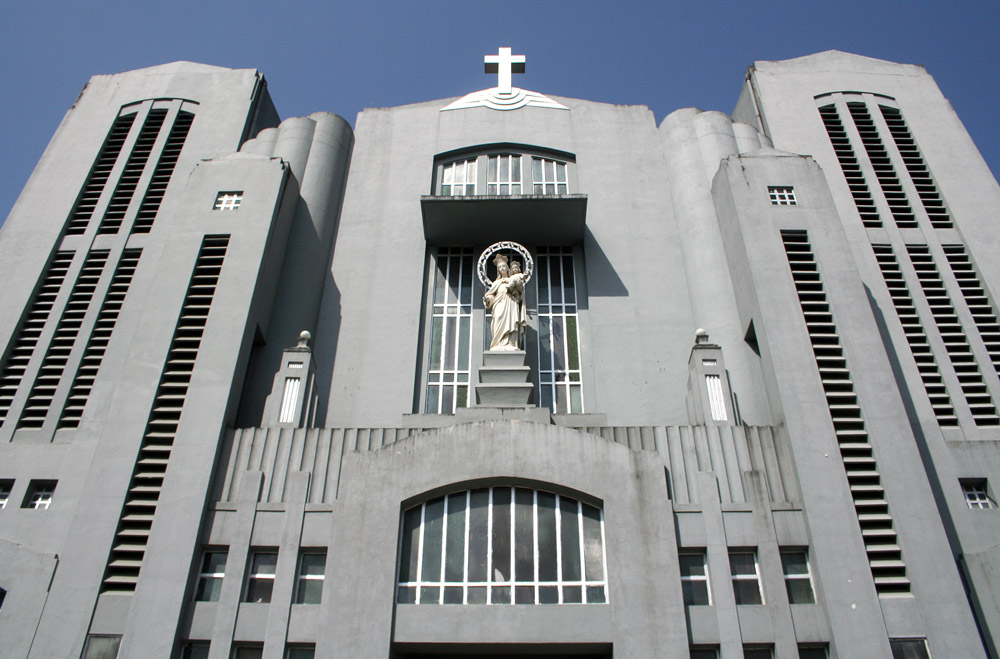
Façade de la cathédrale avec la statue de Marie Auxiliatrice.
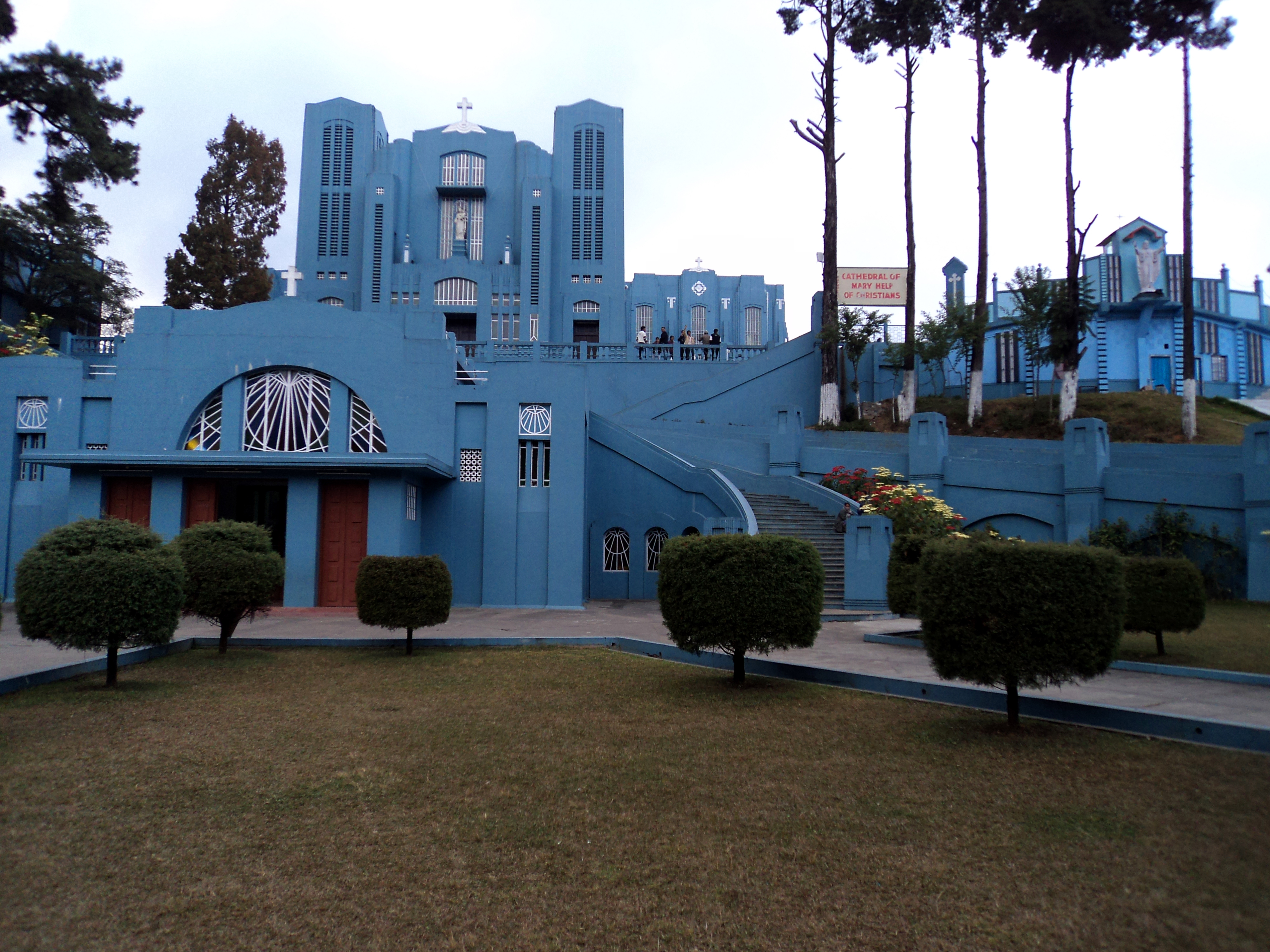
Cathédrale Sainte-Marie-Auxiliatrice.